# Austronanus dubius
Austronanus dubius là một loài chân đều trong họ Paramunnidae. Loài này được Hale miêu tả khoa học năm 1937.